# Hotel Constance
El Pasadena Hotel & Pool es un hotel histórico ubicado en Colorado Boulevard en Pasadena, California, construido en 1926 como el Hotel Constance.

## Historia
Fue construido a un costo de $ 1 millón por la empresaria de Pasadena Constance VL Perry Fue construido en una propiedad arrendada por 20 años por Orndorff Hotel Company y se inauguró el 3 de diciembre de 1926.
Fue construido en una propiedad arrendada por 20 años por Orndorff Hotel Company y construido en la segunda mitad de 1926. Se inauguró con 164 habitaciones en diciembre de 1929. Construido a un costo de $ 1 millón, era un edificio de hormigón armado de siete pisos ubicado en la esquina suroeste de Colorado Boulevard y Mentor Avenue. Fue diseñado por el arquitecto McNeal Swasey de Los Ángeles e incluyó elementos de diseño románico y mediterráneo modificado. El exterior incluía un friso en la parte superior del edificio con paneles de piedra de ángeles y grifos. El edificio también estaba decorado con hierro forjado y piedra fundida, incluidas imágenes de centauros y otras bestias míticas. Fue uno de los 18 principales hoteles de Pasadena en 1929.
Finalmente cerró y pasó a llamarse Pasadena Manor Retirement Hotel,> sirviendo durante muchas décadas como una instalación de vida asistida, antes de cerrar en 2007.
Fue restaurado en 2014 por la empresa de inversión inmobiliaria de Hong Kong Singpoli, a un costo de 60 millones de dólares. Reabrió el 9 de septiembre de 2014 como el dusitD2 constance pasadena, operado por la división boutique dusitD2 de la cadena Thai Dusit International. El interior redecorado se describió como "'un sorprendente estallido de la cultura techno tailandesa' en colores llamativos y formas fluidas". recibió un premio de conservación de Pasadena en 2015. Fue incluido en el Registro Nacional de Hoteles Históricos de América en 2016. Se completó una adición masiva en 2019, con una piscina en la azotea y 30 suites de lujo. En ese momento el hotel pasó a llamarse Hotel Constance.
El hotel cerró en marzo de 2020 debido al brote de la pandemia de COVID-19. Fue adquirido de la quiebra en marzo de 2022 por MCR y reabrió el 2 de noviembre de 2022 como Pasadena Hotel & Pool.